# القديسة روزاليا
القديسة روزاليا (1130-1166)، المعروف أيضًا باسم لا سانتوزا أو «القديسة الصغيرة»، وباللغة الصقلية باسم «روسوليا»، هي قديسة شفيعة لباليرمو في إيطاليا، ولكامارغو، تشيهواهوا، وثلاث مدن في فنزويلا هم: إل هاتيلو، زواتا وولاية أنزواتغي. لها أهمية خاصة على الصعيد الدولي باعتبارها قديسة شفيعة في أوقات الطاعون (المرض). بداية من عام 2020، أصبحت شفيعة من قبل مواطني باليرمو لحماية المدينة من مرض فيروس كورونا 2019.

## السيرة الذاتية
وُلدت روزاليا من عائلة نبيلة نورماندية ادعت أنها سلالة شارلمان. بداية حياتها الدينية أنها اعتزلت لتعيش كناسكة في كهف على جبل بيليجرينو، حيث توفيت بمفردها عام 1166. يقول التقليد أن ملاكين قادها إلى الكهف. كتبت على جدار الكهف «أنا، روزاليا، ابنة سينيبالد، وكويسكينا، اتخذت القرار بالعيش في هذا الكهف من أجل حب ربي، يسوع المسيح.»

### طاعون 1624
في عام 1624، حاصرطاعون مدينة باليرمو. خلال هذه المشقة، ظهرت القديسة روزاليا أولاً لامرأة مريضة، ثم لصياد، حيث أشارت إلى مكان وجود رفاتها، وأمرته بإحضار عظامها إلى باليرمو ونقلها في موكب عبر المدينة.
صعد الصياد الجبل ووجدت عظامها في الكهف كما هو وصفت له وفعل ما طلبته في الظهور. بعد أن تم نقل رفاتها في جميع أنحاء المدينة ثلاث مرات، توقف الطاعون. بعد ذلك تم تكريم القديسة روزاليا باعتبارها شفيعة باليرمو، وبُني مزار في الكهف مكان تم اكتشاف رفاتها فيه.
رسم أيقوناتها التي تعود إلى ما بعد 1624 الرسام الفلمنكي أنطوني فان ديك، الذي حوصر في المدينة خلال الحجر الصحي عام 1624-1625، وخلال هذه الفترة أنتج خمس لوحات للقديس، الآن في مدريد، هيوستن، لندن، نيويورك وباليرمو نفسها. في عام 1629، ورسم أيضًا لوحة بعنوان «القديسة روزاليا شفيعة مدينة باليرمو» وأخرى بعنوان «تتويج القديسة روزاليا» لمساعدة جهود اليسوعيين لنشرسيرتها خارج صقلية.

## جدل حول عظامها
في عام 1825، كان الجيولوجي ويليام بكلاند في باليرمو خلال شهر العسل وطلب رؤية عظام القديس. بعد فحص الآثار، قرر الجيولوجي أنها «غير بشرية»، وأعلن أن البقايا كانت في الواقع عظام ماعز. وفقًا لبكلاند، قال الكهنة إن القديس لم يسمح له برؤية رفاتها لأنه لم يكن مسيحيًا كاثوليكيًا.

## تكريم
يُقام عيد القديسة روزاليا في 4 سبتمبر.

## وصلات خارجية
- "St. Rosalia". الموسوعة الكاثوليكية. نيويورك: شركة روبرت أبيلتون. 1913.